# Acrodontium abietis
Acrodontium abietis är en svampart som först beskrevs av B. Sutton, och fick sitt nu gällande namn av de Hoog 1974. Acrodontium abietis ingår i släktet Acrodontium, divisionen sporsäcksvampar och riket svampar.   Inga underarter finns listade i Catalogue of Life.